# Club Santos Laguna
Maillots
Le Club Santos Laguna, plus connu sous le nom de Santos Laguna, est un club de football de Torreón, dans la région de Coahuila, fondé en 1983 et évoluant en Première division du championnat du Mexique.

## Histoire

### Repères historiques
- 1983 : fondation du club sous le nom de Club Santos Laguna.
- 1988 : 1re participation au championnat de 1re division.
- 1996 : premier titre de champion de l'histoire du club.

## Palmarès
- Liga MX (5) 
  - Champion : 1996 (Invierno), 2001 (Verano), 2008 (Clausura), 2012 (Clausura), 2015 (Clausura)
  - Vice-champion : 1994, 2000 (Verano), 2010 (Bicentenario), 2010 (Apertura), 2011 (Apertura)
- Copa México
  - Vainqueur : 2014 (A)
- InterLiga (1)
  - Vainqueur : 2004
- Campeón de Campeones (1)
  - Vainqueur : 2015
- Coupe des champions de la CONCACAF (0) 
  - Finaliste : 2012, 2013
- Copa Independencia (1) 
  - Vainqueur : 2007

## Personnalités

### Anciens joueurs
- Héctor Altamirano
- Fernando Arce
- Julio César Armendáriz
- Cuauhtemoc Blanco
- Rafael Figueroa
- Ramón Ramírez
- Johan Rodríguez
- Juan Pablo Rodríguez
- Oswaldo Sánchez
- Vicente Matías Vuoso
- Néstor Araujo
- Jared Borgetti
- Gabriel Caballero
- Gabriel de Anda
- Miguel España
- Jorge Iván Estrada
- Benjamín Galindo
- Adrián Martínez
- Oribe Peralta
- Mauricio Caranta
- Walter Jiménez
- Daniel Ludueña
- Christian Benítez
- Édison Méndez
- Lizardo Garrido
- Rodrigo Ruiz
- Denis Caniza
- Mauro Camoranesi
- Edgar Castillo
- Javier Manjarín
- Darwin Quintero

## Historique du logo
|                          |                          |                                           |                          |                           |
| Logo du club (1996-2001) | Logo du club (2001-2008) | Logo spécial 25 ans du club (saison 2008) | Logo du club (2008-2020) | Logo actuel (depuis 2020) |
|                          |                          |                                           |                          |                           |